# Labochirus tauricornis
Espèce
Synonymes
- Labochirus cervinus Pocock, 1899 nec Pocock, 1899

Labochirus tauricornis est une espèce d'uropyges de la famille des Thelyphonidae.

## Distribution
Cette espèce est endémique du Karnataka en Inde. Elle se rencontre vers Kanara.

## Description
Le mâle holotype mesure 28 mm.

## Publications originales
- Pocock, 1900 : Some new or little-known Thelyphonidae and Solifugae. Annals and Magazine of Natural History, ser. 7, vol. 5, p. 294–306 (texte intégral).
- Pocock, 1899 : Diagnosis of some new Indian Arachnida. Journal of the Bombay Natural History Society, vol. 12, p. 744–753 (texte intégral).